# Bussero
Bussero es una localidad italiana de la provincia de Milán, región de Lombardía, con 8.600 habitantes.

## Evolución demográfica
| Gráfica de evolución demográfica de Bussero entre 1861 y 2001 |
|                                                               |
| Fuente ISTAT - elaboración gráfica de Wikipedia               |